# Пілар (округ)
Округ Піла́р (ісп. Pilar) — адміністративно-територіальна одиниця 2-ого рівня у провінції Буенос-Айрес в центральній Аргентині. Адміністративний центр округу — Пілар (ісп. Pilar).
Населення округу становить 299077 осіб (2010). Площа — 352 кв. км.

## Історія
Округ заснований у 1785 році.

## Населення
У 2010 році населення становило 299077 осіб. З них чоловіків — 148453, жінок — 150624.

## Політика
Округ належить до 1-ого виборчого сектору провінції Буенос-Айрес.